# Dyer Plateau
Dyer Plateau – płaskowyż w północno-środkowej części Ziemi Palmera, południowej części Półwyspu Antarktycznego. 

## Opis
Rozległy płaskowyż pokryty lodem w północno-środkowej części Ziemi Palmera – południowej części Półwyspu Antarktycznego, ograniczony od północy lodowcami Fleming Glacier i Bingham Glacier a od południa pasmem Gutenko Mountains. Wznosi się do wysokości ok. 2250 m.
Sfotografowany a następnie badany przez United States Antarctic Service (USAS) w latach 1939–1941. Nazwany na cześć J. Glenna Dyera, kartografa General Land Office, szefa ekspedycji USAS, która w listopadzie 1940 roku pokonała na saniach trasę od lodowca Fleming Glacier przez płaskowyż do Welch Mountains.